# Rotatie (meetkunde)

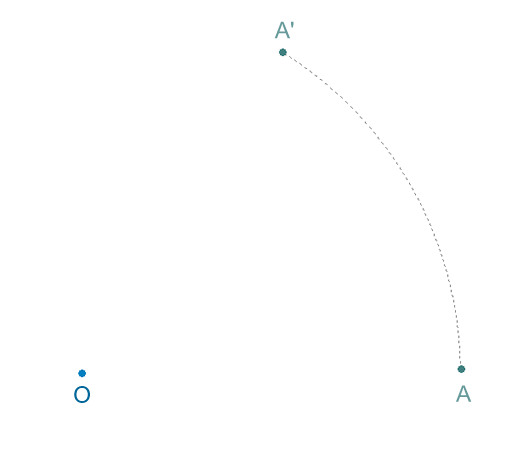
wordt door een rotatie om over 60 graden op afgebeeld.

Een rotatie of draaiing in de vlakke meetkunde is een isometrie in het platte vlak, die alle punten over een vaste hoek om een vast punt draait. Rotatie verandert de oriëntatie van een figuur niet.
Een bijzonder geval is de identieke afbeelding, waarbij de hoek nul is. De andere rotaties worden wel echte rotaties genoemd. Een echte rotatie heeft in het platte vlak één dekpunt.

## Definitie
Strikt genomen zijn enkele van de hogergenoemde eisen overbodig, want rechtstreekse gevolgen van de andere. De volgende definitie is minimaal:
Een rotatie is een isometrie in een vlak met minstens een dekpunt, die de oriëntatie niet verandert.

## Platte vlak
Het punt {\displaystyle (x,y)} in cartesische coördinaten wordt bij rotatie om de oorsprong (0,0) met hoek {\displaystyle \varphi } afgebeeld op {\displaystyle (x\cos \varphi -y\sin \varphi ,x\sin \varphi +y\cos \varphi ).} Deze rotatie kan daarom als volgt als matrixvermenigvuldiging worden weergegeven:
{\displaystyle {\begin{bmatrix}x'\\y'\end{bmatrix}}={\begin{bmatrix}\cos \varphi &-\sin \varphi \\\sin \varphi &\cos \varphi \end{bmatrix}}{\begin{bmatrix}x\\y\end{bmatrix}}}
waarbij het punt {\displaystyle (x',y')} het resultaat van de rotatie om de oorsprong vormt. Hieruit volgen de formules:
{\displaystyle {\begin{aligned}x'&=x\cos \varphi -y\sin \varphi \\y'&=x\sin \varphi +y\cos \varphi \end{aligned}}}

### Rotatie om een punt
Als het punt {\displaystyle (x,y)} om het punt {\displaystyle P=(a,b)} wordt geroteerd, transleert men {\displaystyle P} naar de oorsprong, voert de rotatie uit en transleert de uitkomst terug. Enkele toevoegingen op de eerder gedefinieerde formules, geeft:
{\displaystyle {\begin{aligned}x'&=(x-a)\cos \varphi -(y-b)\sin \varphi +a\\y'&=(x-a)\sin \varphi +(y-b)\cos \varphi +b\end{aligned}}}

### Complex getal
Een complex getal {\displaystyle z=x+iy} wordt in het complexe vlak voorgesteld door het punt {\displaystyle (x,y)}. Het resultaat van rotatie over een hoek {\displaystyle \varphi } is dus:
{\displaystyle z'=x'+iy'=(x\cos \varphi -y\sin \varphi )+i(x\sin \varphi +y\cos \varphi ).}
Dit komt neer op vermenigvuldiging met de factor {\displaystyle e^{i\varphi }}. Vanwege de formule van Euler volgt:
{\displaystyle {\begin{aligned}z'&=e^{i\varphi }z\\&=(\cos \varphi +i\sin \varphi )(x+iy)\\&=(x\cos \varphi +iy\cos \varphi +ix\sin \varphi -y\sin \phi )\\&=(x\cos \varphi -y\sin \varphi )+i(x\sin \varphi +y\cos \varphi )\\&=x'+iy'\end{aligned}}}

## Eigenschappen in twee dimensies
- Spiegelingen in een lijn hebben ook een dekpunt. Alle punten op de lijn waarom wordt gespiegeld zijn een dekpunt. De samenstelling van twee spiegelingen in twee snijdende lijnen is gelijk aan de rotatie om het snijpunt van deze twee spiegellijnen over een hoek twee keer zo groot als de gerichte hoek van de eerste naar de tweede spiegellijn. Een rotatie verandert de oriëntatie van een figuur of een lichaam dat de rotatie ondergaat niet. Een spiegeling keert de oriëntatie juist om.

- Een andere translatie dan de identieke afbeelding heeft geen dekpunt. De isometrieën van het vlak vormen een groep voor de samengestelde bewerking. De oriëntatiebewarende bewerkingen, dus de bewerkingen waar geen of een even aantal spiegelingen in voorkomt, vormen een ondergroep van de groep van alle isometrieën. De rotaties vormen geen ondergroep, bijvoorbeeld omdat de samenstelling van twee rotaties over 180° om twee verschillende punten heen een translatie is, dus geen dekpunt heeft. De rotaties met een gegeven vast dekpunt vormen wel een rotatiegroep. Dat is een cummutatieve groep.

## Meer dimensies
Vlakke rotaties kunnen worden uitgebreid tot ruimten van meer dan twee dimensies door te roteren om een onveranderlijke deelruimte, waarvan de dimensie twee lager is. De meeste bronnen hanteren evenwel de volgende, algemenere definitie:
Een rotatie is een isometrie van de {\displaystyle n}-dimensionale ruimte, met minstens een dekpunt, die de oriëntatie niet verandert.
Dit komt in drie dimensies komt dit op hetzelfde neer: iedere ruimtelijke rotatie heeft een vaste rotatie-as.
De rotaties van de {\displaystyle n}-dimensionale reële ruimte om een gegeven, vast dekpunt vormen een groep, de speciale orthogonale groep {\displaystyle SO(n).} Deze groep is voor meer dan twee dimensies niet commutatief.
Een rotatie van {\displaystyle \mathbb {R} ^{n}} die de oorsprong invariant laat, is een lineaire transformatie. De matrix van een lineaire transformatie wordt gekarakteriseerd door de eigenschap dat het de inverse is van de eigen getransponeerde matrix. De determinant van een matrix, die bij een rotatie hoort, is een.
Rotaties om de oorsprong in {\displaystyle \mathbb {R} ^{3}} kunnen behalve door matrices matrixvoorstelling, ook een aan de hand van de hoeken van Euler worden afgebeeld.